# 벽골제로
벽골제로(Byeokgolje-ro)는 전북특별자치도 정읍시 부량면 화호삼거리에서 김제시 교월동을 잇는 도로이다

## 주요 경유지
전북특별자치도
- 정읍시 (신태인읍) - 김제시 (부량면 . 교월동)

## 노선
| 이름          | 접속 노선              | 소재지 | 소재지   | 비고 |
| ------------- | ---------------------- | ------ | -------- | ---- |
| 화호삼거리    | 국도 제29호선 (석지로) | 정읍시 | 신태인읍 |      |
| 화호교        |                        | 정읍시 | 신태인읍 |      |
|               | 김제시                 | 부량면 |          |      |
| 금화교        | 김제시                 | 부량면 |          |      |
| 제1포교       | 김제시                 | 부량면 |          |      |
| 제1신덕교     | 김제시                 |        | 교월동   |      |
| 월촌사거리    | 김제시                 | 입석로 | 교월동   |      |
| (이름없음)    | 김제시                 | 벽성로 | 교월동   |      |
| 동서로와 직결 |                        |        |          |      |

## 주요 시설및 건물
- 화호보건진료소 (벽골제로 8/화호리 497-16)
- CU 신태인화호점 (벽골제로 12/화호리 497-10)
- 인상고등학교 (벽골제로 34/화호리 393)
- 부량면 행정복지센터 (벽골제로 208/대평리 220-1)
- 농협 김제농협 하나로마트 부량점 (벽골제로 216/대평리  21-15)
- 농협 김제농협 부량주유소 (벽골제로 224/대평리 21-21)